# 丹生川村立白井小学校
丹生川村立白井小学校 （にゅうかわそんりつ しろいしょうがっこう）は、かつて岐阜県大野郡丹生川村（現・高山市）に存在した公立小学校。

## 概要
- 1986年、旗鉾小学校と統合。丹生川東小学校の新設により廃校。
- 1948年から1970年までは白井中学校を併設し、白井小中学校とも称していた。
- 校舎は取り壊され、跡地に丹生川東小学校の校舎が建てられた。

## 沿革
- 1874年（明治7年） - 下田学校[注釈 3]日面支校が開校[注釈 4]。善久寺を仮校舎とする。
- 1881年（明治14年） - 独立し、白井小学校となる。
- 1882年（明治15年） - 日抱神社[注釈 5]隣接地に新築移転。
- 1888年（明治21年） - 丹生川村白井字池本に新築移転。
- 1893年（明治26年） - 白井尋常小学校に改称する。
- 1908年（明治41年） - 丹生川尋常高等小学校第三分教場となる。
- 1934年（昭和9年）12月 - 現在地に新築移転。
- 1941年（昭和16年）4月1日 - 丹生川国民学校第三分教場となる。
- 1947年（昭和22年）4月1日 - 丹生川村立丹生川小学校白井分校に改称する。丹生川中学校白井分校を併設。
- 1948年（昭和23年）4月1日 - 丹生川小学校から独立し、丹生川村立白井小学校となる。丹生川中学校白井分校を併設。
- 1950年（昭和25年）4月 - 丹生川中学校白井分校が丹生川村立白井中学校として独立する。白井小学校に併設する。
- 1970年（昭和45年）3月 - 白井中学校が統合により廃校。白井小学校は単独校となる。
- 1986年（昭和61年）
  - 3月23日 - 閉校式[1]。
  - 3月31日 - 統合により廃校。